# Alexandre Texier
Alexandre Texier (* 13. September 1999 in Grenoble) ist ein französischer Eishockeyspieler, der seit Juni 2024 bei den St. Louis Blues in der National Hockey League (NHL) unter Vertrag steht. Er war im Jahr 2017 der erste in Frankreich ausgebildete Spieler, der im NHL Entry Draft (45. Position) ausgewählt wurde, und spielte anschließend etwa fünf Jahre in der Organisation der Columbus Blue Jackets.

## Karriere
Texier, dessen Vater Fabrice in den späten 1980er- und frühen 1990er-Jahren ebenfalls als Eishockeyprofi aktiv war, verbrachte seine Juniorenzeit in der Nachwuchsabteilung von Grenoble Métropole Hockey 38. Bereits als 14-Jähriger sammelte der Angreifer erste Erfahrungen in der U18-Mannschaft des Klubs, wo er mit elf Scorerpunkten in acht Partien bereits sein Talent unter Beweis stellte. Mit Beginn der folgenden Spielzeit war er Stammspieler der Mannschaft und gewann am Saisonende die französische U18-Meisterschaft. In der Saison 2015/16 dominierte Texier die Spielklasse mit 91 Scorerpunkten in 23 Einsätzen. Zudem kam er auch in der U22-Mannschaft zu 17 Spielen, wo er weitere 28-mal punktete.

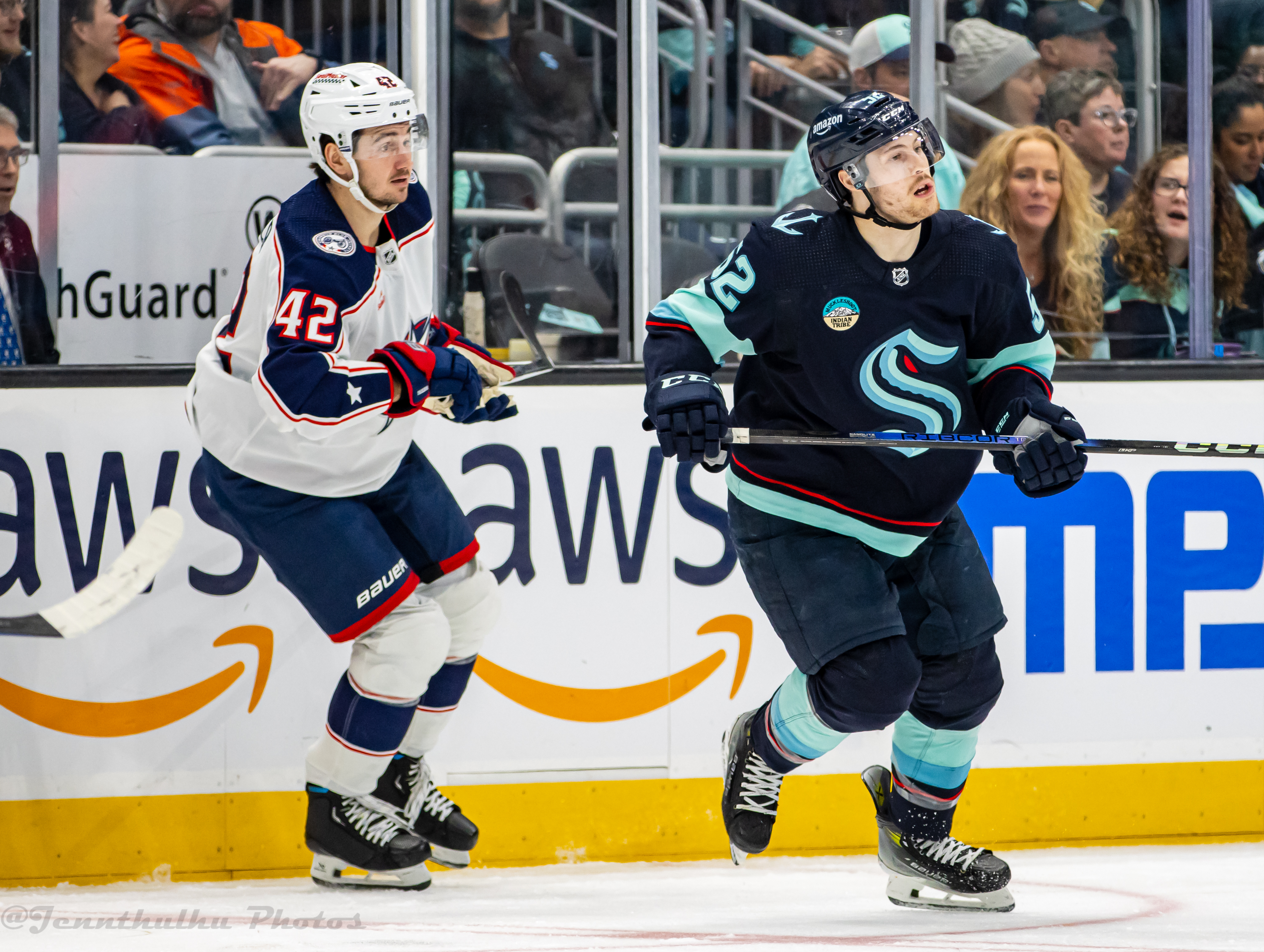
Texier (links) im Trikot der Columbus Blue Jackets (2024)

Mit Beginn der Saison 2016/17 debütierte der 17-Jährige in der Profimannschaft des Klubs, den Brûleurs de Loups de Grenoble, in der Ligue Magnus. Dort avancierte er umgehend zum Stammspieler, sammelte 29 Punkte in 52 Partien und erhielt am Saisonende die Trophée Jean-Pierre Graff als Neuling des Jahres. Gekrönt wurde die Saison mit dem Gewinn der französischen Meisterschaft. Anschließend wurde der Offensivspieler als erster in Frankreich ausgebildeter Spieler überhaupt im NHL Entry Draft 2017 in der zweiten Runde an 45. Stelle von den Columbus Blue Jackets aus der National Hockey League ausgewählt. Statt jedoch direkt nach Nordamerika zu wechseln, wo er im selben Jahr im CHL Import Draft von den Drakkar de Baie-Comeau aus der Ligue de hockey junior majeur du Québec in der ersten Runde als 17. Spieler ausgewählt worden war, entschied sich der Franzose, nach Finnland zu wechseln. Dort unterschrieb er im Juli 2017 einen Vertrag bei KalPa Kuopio aus der Liiga.
In der finnischen Eliteklasse fasste der 18-jährige Angreifer auf Anhieb Fuß und gehörte mit 22 Scorerpunkten zu den neun besten Punktesammlern des Kaders. Daraufhin wurde er im Mai 2018 von den Columbus Blue Jackets mit einem NHL-Einstiegsvertrag ausgestattet. Die Saison 2018/19 verbrachte Texier aber auf Leihbasis weiterhin in Kuopio. Am Jahresende 2018 absolvierte er mit der Mannschaft den Spengler Cup 2018 und gewann mit KalPa die prestigeträchtige Trophäe. Nachdem es der Klub jedoch verpasst hatte, sich in der heimischen Liga für die Playoffs zu qualifizieren, holten ihn die Blue Jackets Mitte März 2019 nach Nordamerika. Dort bestritt er zunächst sieben Spiele für das Farmteam, die Cleveland Monsters in der American Hockey League (AHL), ehe er Anfang April in der NHL debütierte und in den folgenden Stanley-Cup-Playoffs 2019 als Stammspieler zu Columbus’ Aufgebot gehörte. Im Oktober 2020 wurde er bis zum noch nicht terminierten Beginn der Spielzeit 2020/21 zurück an die den Brûleurs de Loups de Grenoble verliehen, bestritt dort allerdings nur zwei Partien. Anschließend kehrte er nach Columbus zurück und etablierte sich im Kader des Teams. 
Nachdem der Franzose ab Januar 2022 verletzungsbedingt ausgefallen war, wurde er im August 2022 an die ZSC Lions aus der Schweizer National League ausgeliehen, da er aus familiären Gründen seinen Lebensmittelpunkt näher an seine Heimat verlegen konnte. Zur Saison 2023/24 kehrt der Franzose zu den Columbus Blue Jackets zurück. Diese wiederum gaben ihn im Juni 2024 im Tausch für ein Viertrunden-Wahlrecht im NHL Entry Draft 2025 an die St. Louis Blues ab.

### International
Für sein Heimatland kam Texier sowohl im Junioren- als auch Seniorenbereich zu zahlreichen Einsätzen bei internationalen Turnieren. So spielte er mit der U18-Nationalmannschaft bei den Weltmeisterschaften der Division IA in den Jahren  2015, 2016 und 2017. Dabei gelang im Jahr 2017 der überraschende Gewinn der Division und der damit verbundene Aufstieg in die Top-Division. Texier wurde im Rahmen des Turniers zum besten Stürmer gewählt. Mit der französischen U20-Nationalmannschaft absolvierte der Angreifer die Weltmeisterschaften der Division IA in den Jahren 2017 und 2018.
Sein Debüt in der A-Nationalmannschaft feierte Texier bereits als 17-Jähriger in der Saison 2016/17, ehe er mit der Weltmeisterschaft 2018 sein erstes internationales Turnier bestritt. Die Weltmeisterschaft 2017 hatte er aufgrund einer Schulterverletzung verpasst. Bei der Weltmeisterschaft 2019 gehörte er ebenfalls zum französischen Aufgebot. Dort musste er mit der Mannschaft den sportlichen Abstieg in die Division IA hinnehmen. Er selbst verbuchte in sieben Einsätzen drei Scorerpunkte, darunter ein Tor. Anschließend stand er bei den Weltmeisterschaften der Jahre 2022, 2023 und 2025 wieder im französischen Aufgebot in der Top-Division, nachdem der Abstieg durch die spätere Suspendierung von Russland und Belarus hinfällig war. Zudem vertrat er sein Heimatland bei den Qualifikationsturnieren für die Olympischen Winterspiele in Peking 2022 und Mailand 2026.

## Erfolge und Auszeichnungen
- 2015 Französischer U18-Meister mit Grenoble Métropole Hockey 38
- 2017 Französischer Meister mit den Brûleurs de Loups de Grenoble
- 2017 Trophée Jean-Pierre Graff
- 2018 Spengler-Cup-Gewinn mit KalPa Kuopio

### International
- 2017 Aufstieg in die Top-Division bei der U18-Junioren-Weltmeisterschaft der Division IA
- 2017 Bester Stürmer der U18-Junioren-Weltmeisterschaft der Division IA
- 2024 Topscorer der Qualifikation für die Olympische Winterspiele 2026, Gruppe E
- 2024 Bester Stürmer der Qualifikation für die Olympische Winterspiele 2026, Gruppe E

## Karrierestatistik
Stand: Ende der Saison 2024/25

### International
Vertrat Frankreich bei:
| - U18-Junioren-Weltmeisterschaft der Division IA 2015 - U18-Junioren-Weltmeisterschaft der Division IA 2016 - U20-Junioren-Weltmeisterschaft der Division IA 2017 - U18-Junioren-Weltmeisterschaft der Division IA 2017 - U20-Junioren-Weltmeisterschaft der Division IA 2018 - Weltmeisterschaft 2018 | - Weltmeisterschaft 2019 - Qualifikationsturnier für die Olympischen Winterspiele 2022 - Weltmeisterschaft 2022 - Weltmeisterschaft 2023 - Qualifikationsturnier für die Olympischen Winterspiele 2026 - Weltmeisterschaft 2025 |

(Legende zur Spielerstatistik: Sp oder GP = absolvierte Spiele; T oder G = erzielte Tore; V oder A = erzielte Assists; Pkt oder Pts = erzielte Scorerpunkte; SM oder PIM = erhaltene Strafminuten; +/− = Plus/Minus-Bilanz; PP = erzielte Überzahltore; SH = erzielte Unterzahltore; GW = erzielte Siegtore; 1 Play-downs/Relegation; Kursiv: Statistik nicht vollständig)